# Floscopa flavida
Floscopa flavida är en himmelsblomsväxtart som beskrevs av Charles Baron Clarke. Floscopa flavida ingår i släktet Floscopa och familjen himmelsblomsväxter. Inga underarter finns listade.